# Антиб
Антиб (на френски: Antibes) е град във Франция. Населението му е 73 798 жители (по данни от 1 януари 2016 г.), а площта 26,48 km². Намира се на Средиземно море. Основан е през 5 век пр.н.е. от гръцки колонисти и първоначално е наричан Антиполис. Става част от Римската империя през 27 г. пр.н.е. Пабло Пикасо посещава и живее в града 6 месеца, а когато напуска, подарява някои от своите творби на града и в града има посветен на него музей.

## Известни личности
Родени в Антиб
- Гийом Мюсо (р. 1974), писател

Починали в Антиб
- Никола I (1841-1921), крал на Черна гора
- Клод Отан-Лара (1901-2000), режисьор
- Жан-Етиен Шампионе (1762-1800), генерал
- Джордж Шолти (1912-1997), британски диригент